# Grimaud, Var
Grimaud este o comună în departamentul Vaucluse din sud-estul Franței. În 2009 avea o populație de 4.309 de locuitori.

## Evoluția populației
| An        | 1975  | 1982  | 1990  | 1999  | 2006  | 2009  |
| --------- | ----- | ----- | ----- | ----- | ----- | ----- |
| Populație | 2.408 | 2.910 | 3.322 | 3.780 | 4.181 | 4.309 |